# Ніджат Рагімов
Ніджат Рагімов (азерб. Nicat Əli oğlu Rəhimov, нар. 13 серпня 1993, Баку, Азербайджан), відомий також як Ніжат Рахімов — казахський, раніше азербайджанський, важкоатлет, олімпійський чемпіон 2016 року, який був позбавлений цієї медалі за допінг, чемпіон світу.

## Кар'єра
У 2013 році був дискаваліфікований на два роки через позитивну допінг-пробу на анаболічні стероїди.
У серпні 2014 року через конфлікт з федерацією важкої атлетики Азербайджана прийняв громадянство Казахстана.
На Олімпійських іграх у Ріо-де-Жанейро став чемпіоном у ваговій категорії до 77 кг.
У березні 2022 року, після повторної перевірки допінг-проб, був дискваліфікований та позбавлений олімпійського золота 

## Результати
| Рік              | Місце                    | Вага             | Ривок            | Ривок            | Ривок            | Ривок            | Поштовх          | Поштовх          | Поштовх          | Поштовх          | Загалом          | Місце            |
| Рік              | Місце                    | Вага             | 1                | 2                | 3                | Місце            | 1                | 2                | 3                | Місце            | Загалом          | Місце            |
| Олімпійські ігри | Олімпійські ігри         | Олімпійські ігри | Олімпійські ігри | Олімпійські ігри | Олімпійські ігри | Олімпійські ігри | Олімпійські ігри | Олімпійські ігри | Олімпійські ігри | Олімпійські ігри | Олімпійські ігри | Олімпійські ігри |
| ---------------- | ------------------------ | ---------------- | ---------------- | ---------------- | ---------------- | ---------------- | ---------------- | ---------------- | ---------------- | ---------------- | ---------------- | ---------------- |
| 2016             | Ріо-де-Жанейро, Бразилія | до 77 кг         | 160              | 165              | 168              | DSQ              | 202              | 214 WR           | –                | DSQ              | 379              | DSQ              |
| Чемпіонат світу  |                          |                  |                  |                  |                  |                  |                  |                  |                  |                  |                  |                  |
| 2015             | Х'юстон, США             | до 77 кг         | 155              | 160              | 165              | 3                | 195              | 207              | 211              | 1                | 372              | 1                |
| 2018             | Ашгабат, Туркменістан    | до 73 кг         | 147              | 147              | 152              | DSQ              | 190              | —                | —                | DSQ              | 337              | DSQ              |
| 2019             | Паттая, Таїланд          | до 81 кг         | 140              | 145              | 150              | DSQ              | 185              | 189              | —                | DSQ              | 334              | DSQ              |